# Luis Fariña
Luis Carlos Fariña Olivera, surnommé Luisito ou Lucho, né le 20 avril 1991 à Buenos Aires, est un footballeur argentin qui évolue au poste d'milieu de terrain au Club Guaraní.

## Biographie
Pendant son enfance, il a joué dans le club de son quartier, Alvariño à Lanus Oeste. Il commence sa carrière chez les juniors au Racing Club et à 18 ans, il a officiellement fait ses débuts en première division professionnel contre le Club Atlético Colón, le 28 mai 2009.
Le 19 juillet 2013, Luis Fariña s'engage avec le Benfica Lisbonne d'après le quotidien sportif portugais A Bola. Selon Foot Mercato, le montant du transfert s'élève à 2 300 000 €.

## Palmarès
- Avec le CD Aves
  - Vainqueur de la Coupe du Portugal en 2018